# Cs2Pt
Cs2Pt, ou platinate de dimère de césium, voire de platinate de dicésium, ou encore dicésiure de monoplatinate, est un composé ionique contenant l'ion Pt2−. Il se présente sous la forme d'un solide rouge sombre cristallisant dans la structure de Ni2In. Il peut être synthétisé par réaction sous atmosphère d'argon entre une éponge de platine et du césium (en excès) dans une ampoule scellée de tantale portée à environ 700 °C,. Cette synthèse est tellement couteuse et difficile à exercer, étant donné le prix des matériaux nécessaires, que le dicésiure de monoplatinate n'a été synthétisé qu'une centaine de fois. Sa forme naturelle a une rareté estimée à dix fois celle du francium (30 g dans toute la croûte terrestre) et cinquante fois fois celle de l'astate (4 g dans toute la croûte terrestre) et a une apparence identique à l'hydroxyde de sodium. Il se décompose sous atmosphère non protégée ou en présence d'humidité, ce qui fait sa grande rareté.